# Massorá
Massorá - Masorah ou Mesora (Hebraico מסורה), refere-se à transmissão de qualquer tradição (religiosa) , ou à própria tradição. 
- Num sentido amplo, o termo pode referir-se à inteira corrente da tradição Judaica; A lei oral da Tora Judaica.
- O termo refere-se também diretamente à tradição do Massoretas, usado para determinar o texto preciso da Tanak (Bíblia Hebraica): ver Texto Massorético.

## Outros possíveis usos
- Masorti é o nome usado para uma Corrente do Judaísmo conservador no estado de Israel, e nos ESTADOS UNIDOS.
- " Massorá " pode referir-se às "publicações da Massorá"  (Artscroll) Escola da literatura Judaica -  uma referência a transmissão direta da tradição de geração à geração.
- " Massorá  " é parte do nome da Organização Educacional "Torah Umesorah" (orah Umesorah-National Society for Hebrew Day Schools) do judaísmo Haredi nos Estados Unidos.
- " Massorá " ou "Metzora (parsha)" refere-se a parshah, uma parcela no ciclo do anuário judaico da leitura da Tora.